# Vertaizon
Vertaizon är en kommun i departementet Puy-de-Dôme i regionen Auvergne-Rhône-Alpes i centrala Frankrike. Kommunen ligger i kantonen Vertaizon som tillhör arrondissementet Clermont-Ferrand. År 2022 hade Vertaizon 3 442 invånare.

## Befolkningsutveckling
Antalet invånare i kommunen Vertaizon
| Referens: INSEE |